# Fittingia conferta
Fittingia conferta là một loài thực vật có hoa trong họ Anh thảo. Loài này được (S.Moore) Sleumer mô tả khoa học đầu tiên năm 1988.